# أندرياس إبيرتسبيرغر
أندرياس إبيرتسبيرغر (بالألمانية: Andreas Ibertsberger)‏ (مواليد 27 يوليو 1982 في سالزبورغ - النمسا) لاعب كرة قدم نمساوي يلعب حاليا لصالح نادي الدرجة الأولى هوفينهايم الألماني منذ 2008 في مركز قلب الدفاع . .

## روابط خارجية
- أندرياس إبيرتسبيرغر على موقع الاتحاد الدولي (مؤرشف)  (الإنجليزية)
- أندرياس إبيرتسبيرغر على موقع قاعدة بيانات كرة القدم.إي يو (الإنجليزية)
- أندرياس إبيرتسبيرغر على موقع بيانات كرة القدم. دي إي (الألمانية)
- أندرياس إبيرتسبيرغر على موقع ناشيونال فوتبول تيمز (الإنجليزية)
- أندرياس إبيرتسبيرغر على موقع Soccerway.com (الإنجليزية)
- أندرياس إبيرتسبيرغر على موقع عالم كرة القدم.نت (الإنجليزية)
- أندرياس إبيرتسبيرغر على موقع كووورة